# 沙泾港

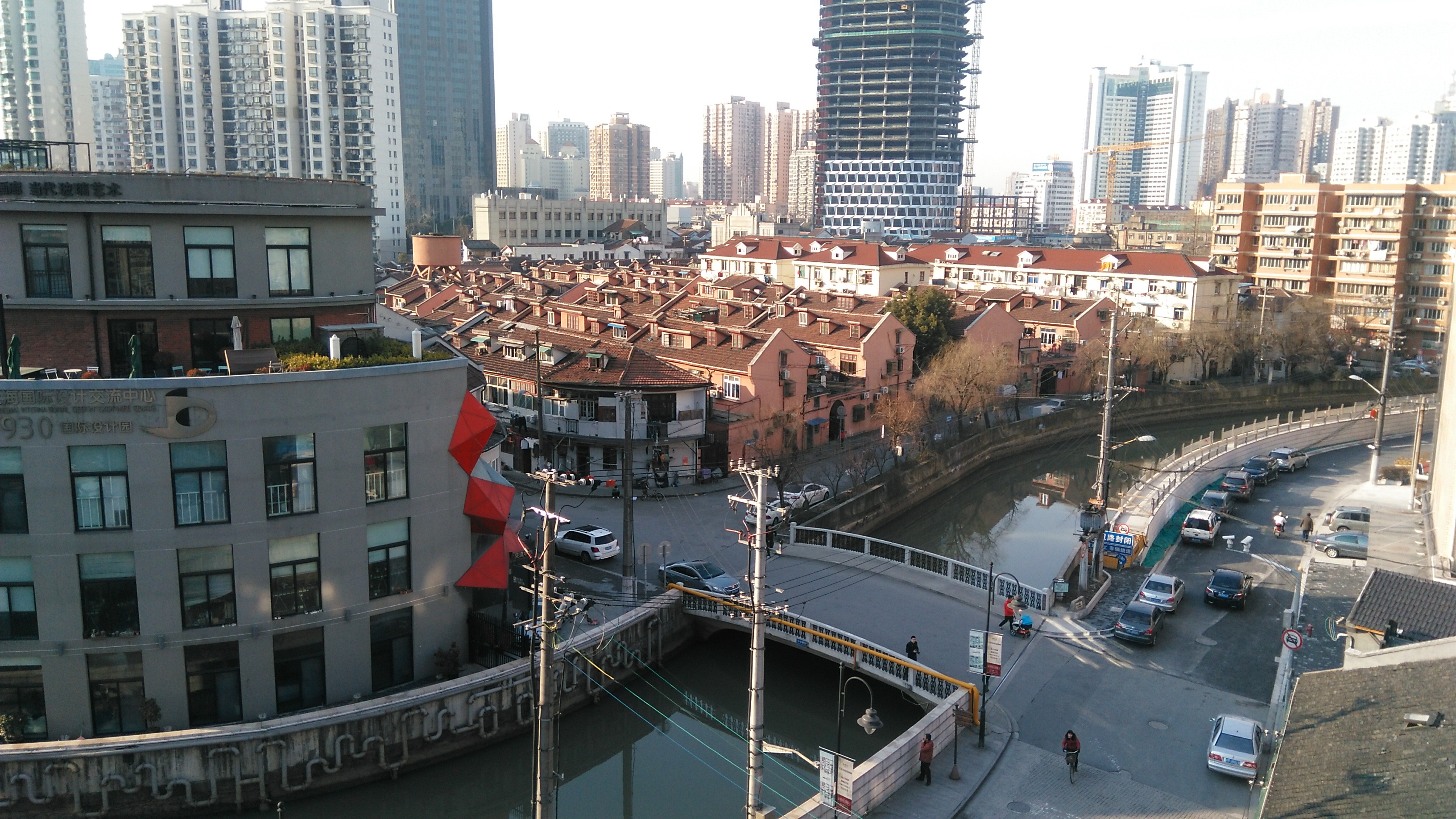

沙泾港，原名江湾浦，又称商量湾，是虹口港的主要支流。南自虹口港开始，向北经国大连路、东体育会路、中山北路，在穿过原淞沪铁路后经过屈家桥到江湾镇春生桥，北接江湾市河，全长7.3公里。清康熙五十四年（1715年）到民国11年（1922年）间，该河曾被疏浚11次。民国36年到37年，该河流曾被上海市工务局全线分期分段疏浚。1972年到1974年2月，也曾对沙泾港从大连路桥到江湾镇的河段进行疏浚。
该河流枯水期航道水深1米，可通行15吨级船舶，水质曾一度被严重污染。